# Radeck (Adelsgeschlecht)

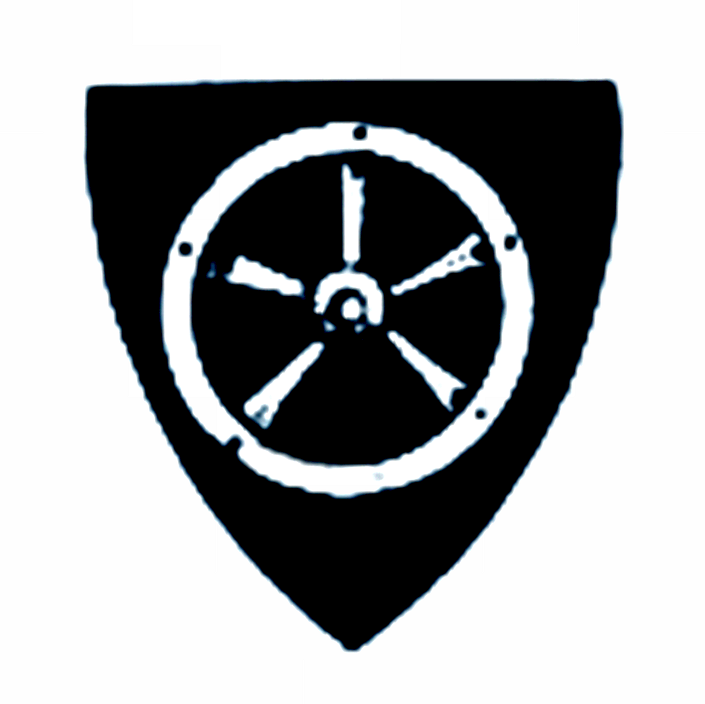
Wappen der Herren von Radeck

Die Herren von Radeck (oder Rodegg) sind eine Nebenlinie der Herren von Bergheim (Perkham), die im Hochstift Salzburg bedeutsame Ministerialen der Erzbischöfe waren. Der Name Radeck bedeutet Rodung und ist darauf zurückzuführen, dass dieses Geschlecht mit Rodungen im Gebiet nördlich von Salzburg beauftragt war.

## Geschichtliches zu den Herren von Radeck

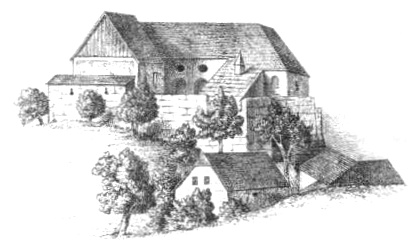
Schloss Radeck 1879

Gerhoch II. von Bergheim wurde zum Begründer des Adelsgeschlechts der Radecker. Aufgrund seiner Besitzungen nannte er sich abwechselnd von Bergheim, von Salzburg oder von Radeck. 1247 bezeichnete er sich in einer Urkunde des Salzburger Elekts Philipp von Spanheim erstmals von Radeck, muss damals also bereits die Burg Radeck erbaut haben. Die von ihm erbaute Burg galt als Lehen des Salzburger Erzbischofs, was bedeutete, dass beim Ende der Familie der Besitzer das Lehen an den Lehensherrn zurück fällt. Er begleitete den Erzbischof Eberhard II. bei verschiedenen Amtsgeschäften, etwa als Schwurhelfer zu König Philipp von Schwaben, als es um den Ankauf von Windisch-Matrei ging oder bei Schenkungen an das Spital des Salzburger Domkapitels. Aufgrund seiner Heirat mit Bertha von Lonstorf entstand auch ein Naheverhältnis zum Bistum Passau, wobei bereits der jüngere Bruder Gerhochs II., Rüdiger von Bergheim, Bischof von Passau war. In der Folge scheinen er und sein Sohn Gerhoch III. mehrmals auf Urkunden des Bistums Passau auf.
Gerhoch III. von Radeck folgte seinem Vater in verschiedenen Positionen. Auch er tritt als Zeuge in vielen Salzburger und Passauer Urkunden auf; 1255 war er mit Philipp von Spanheim in Wien bei König Přemysl Ottokar II. von Böhmen, als das Kloster Raitenhaslach eine Zollbefreiung erhielt.
Sein ältester Sohn Ulrich I. von Radeck blieb weiter in Salzburger Diensten, während dessen jüngerer Bruder Heinrich I. als Dienstmann in das Bistum Passau abwanderte. Trotz ihrer hohen Stellungen sind beide Brüder in wirtschaftliche Schwierigkeiten geraten und mussten die Burg Radeck an Salzburger Adelige verpfänden, darunter auch an die mit ihnen verschwägerten Herren von Kalham. Heinrich I. verkaufte letztendlich seinen halben Burganteil mit weiteren Gütern an den Erzbischof Friedrich II., der dann die Pfandrechte ablösen sollte. Auch der Burganteil Ulrichs ging an den Erzbischof, allerdings mit der Bestimmung, dass sie wieder an die Radecker zurückkommen sollte, wenn diese die entstandenen Kosten übernehmen würden. Die Rückgabe erfolgte zwar, aber die Schuldablöse bis 1334 nicht.
Der Sohn des Ulrich, Gerhoch IV., nahm wieder eine Spitzenstellung unter den Ministerialen des Erzbistums Salzburg ein. Er war an verschiedenen wichtigen Rechtsgeschäften beteiligt, z. B. bei der Schlichtung des Konflikts zwischen Erzbischof Konrad IV. und Herzog Otto II. von Bayern, beim Ankauf des Gasteiner Tales oder bei den Friedensverhandlungen mit Herzog Albrecht I. von Österreich in Wien. Auch sein Sohn, Gerhoch V., bekleidete den bedeutsamen Posten des Hauptmanns von Mühldorf am Inn. Seine Söhne Heinrich III. und Rüdiger von Radeck wurden im Zuge der Kämpfe zwischen Erzbischof Friedrich III. und Ludwig dem Bayern 1319 in Mühldorf zu Rittern geschlagen. Im Zuge der Niederlage in der Schlacht von Mühldorf (1322), die der Salzburger Erzbischof auf Seiten Friedrich des Schönen erlitt, wurde auch Rüdiger von Radeck gefangen genommen und musste mit einem hohen Lösegeld an Ludwig dem Bayern ausgelöst werden. Ein Teil der Lösegeldsumme musste sich der Erzbischof von Salzburger Adeligen leihen, darunter auch von den Radeckern und den Kuchlern. Diese wurden im Gegenzug zu den Burggrafen von Hohensalzburg gemacht und Rüdiger wurde auch Vizedom (bis 1331) des Erzbischofs. Allerdings war die finanzielle Situation der Radecker nicht besonders gut und deshalb mussten sie diverse Güter an die Kuchler und auch die Rechte an der Burg Radeck an den Erzbischof verkaufen.
Nach dem Tode des Rüdiger von Radeck wurde sein Bruder Heinrich III. zum Burggrafen von Radeck und somit zum Verwalter des Stammsitzes der Radecker gemacht. In der Folge kam es zu einem weiteren Niedergang des Geschlechts der Radecker, das dann in der nächsten Generation erlosch. Der letzte dieser Familie war Konrad III., der 1360 starb. Noch zu Lebzeiten des Konrads wurde 1355 Friedrich von Bergheim mit der Burg Radeck belehnt. Eine über das Ende dieser Familie hinausgehende Wirkung ist die Mitte des 14. Jahrhunderts Gründung des Pfleggerichts Radeck, zu denen die kleineren Gerichte (in denen die Radecker teilweise die Gerichtshoheit besaßen) von Heuberg, Hallwang, Eugendorf und Bergheim und dann die Hofmarken Koppl und Ursprung zusammengefasst wurden. Damit war die verwaltungsmäßige Grundlage für eine übergreifende  Rechtsprechung (Hochgericht) gemacht. 1508 ging die auf Neuhaus über.

## Stammliste der Herren von Radeck
1. NN[2]
  1. Gerhoch II. von Bergheim, von Salzburg und von Radeck (1225 (?), † 1242), Burggraf von Hohensalzburg, ⚭ (1213) Bertha von Lonstorf (1193/95, † 1255)
    1. Gerhoch III. von Bergheim, von Salzburg, von Radeck  (urk. 1231–1245), Marschall ⚭ N.N.
      1. Ulrich I. von Radeck (1254–1280)
        1. Gerhoch IV. von Radeck (1280–1306), ⚭ Adelheid, Witwe Ottos von Walchen († 1289)
          1. N. (Tochter), ⚭ (1303) Gundakar von Starhemberg
          2. Konrad II. von Radeck († 1300), Priester und Kanoniker im Kloster St. Nikola, Dekan (1292)
          3. Eckhart von Radeck, Mag. theol., Diakon in Passau
          4. N. (Tochter) ⚭ N. von Kalham
          5. Gerhoch V. von Radeck, Hauptmann in Mühldorf am Inn (1312), (urk. 1303–1324), ⚭ Adelheid von Freundsberg bei Schwaz in Tirol
            1. Heinrich III. von Radeck (1317–1350), ⚭ Ophemia (Sophia)
              1. Konrad III. von Radeck, Richter von Schärding (1336, † ca. 1360)

            2. Rüdiger von Radeck (1317, † 1334), Vizedom und Burggraf auf Hohensalzburg, ⚭ Katharina von Kuchl
              1. Gerhoch VII. von Radeck (1337–1350)

            3. Gerhoch VI. von Radeck, Chorherr in Berchtesgaden (1314), Domherr in Passau (1324), Pfarrer in Marburg (1325), († um 1360)

      2. Adelheid von Radeck, ⚭ (1252) Heinrich von Falkenstein
      3. Heinrich I. von Radeck (1254, † 1287), miles (Ritter) nach dem Totenbuch von St. Florian
        1. Heinrich II. von Radeck (1291, † um 1302), Dienstmann der Passauer Bischöfe, Gründer des Spitals in Fürstenzell

      4. Mathilde von Radeck (1264 im Besitz von Schönbühel)
      5. Wernhard von Radeck (urk. 1275)